# Joazaf II (patriarcha Moskwy)
Joazaf II  (ur. 1591, zm. 7 lutego?/17 lutego 1672 w Moskwie) – siódmy (de facto ósmy) patriarcha moskiewski i całej Rusi.
Najprawdopodobniej pochodził z ziemi twerskiej. Dzięki wsparciu patriarchy moskiewskiego i całej Rusi Nikona w 1654 został przełożonym monasteru Narodzenia Matki Bożej we Włodzimierzu. Dwa lata później awansował na urząd przełożonego ławry Troicko-Siergijewskiej. Na patriarchę moskiewskiego i całej Rusi został wybrany przez sobór moskiewski w styczniu 1667. O jego wyborze przesądził car Aleksy I, który pragnął, by urząd ten objął duchowny gotowy całkowicie podporządkować się wytycznym władz świeckich. Joazaf został intronizowany 10 lutego tego samego roku. 
W okresie sprawowania urzędu patriarchy przez Joazafa II w Rosyjskim Kościele Prawosławnym zostały wdrożone zreformowane księgi i obrzędy, czemu towarzyszyły prowadzone przez carską administrację prześladowania staroobrzędowców. Joazaf II w pełni je popierał. W 1668 polecił pozbawiać parafii kapłanów, którzy odmawiali wykorzystywania w pracy duszpasterskiej zreformowanych ksiąg liturgicznych, zaś osoby wypiekające prosfory z krzyżem o ośmiu końcach kierować do monasterów w celu odbycia pokuty. Patriarcha wrogo odnosił się również do wszelkich przejawów wpływu cywilizacji zachodnioeuropejskiej na kulturę rosyjską. Organizował działalność misyjną na Rosyjskiej Północy i na Syberii. Inicjował publikowanie ksiąg liturgicznych oraz tekstów teologiczno-polemicznych, broniących prawd wiary prawosławnej przeciwko stanowisku katolików i staroobrzędowców. Zmarł w 1672 i został pochowany w soborze Zaśnięcia Matki Bożej na Kremlu moskiewskim.

## Życiorys

### Działalność do czasu wyboru na patriarchę
Pochodził najprawdopodobniej z ziemi twerskiej. Rozwój jego kariery duchownej był związany z patriarchą Nikonem. Uznając Joazafa za utalentowanego duchownego, Nikon w 1654 doprowadził do powierzenia mu godności przełożonego monasteru Narodzenia Pańskiego we Włodzimierzu. Dwa lata później Joazaf został przełożonym Ławry Troicko-Siergijewskiej z godnością archimandryty. Sprawując wymienione obowiązki, archimandryta zwrócił na siebie uwagę cara; w 1661, w czasie wojny z Polską, car Aleksy I oficjalnie ogłosił, że odniesione przez wojska rosyjskie zwycięstwo było efektem odbycia przez mnichów Ławry Troicko-Siergijewskiej trzydniowego ścisłego postu. Podobne zasługi przypisano Joazafowi w związku z sukcesami wojsk carskich na ziemiach białoruskich i ukraińskich. Współcześni opisywali archimandrytę Joazafa jako wzorowego mnicha, sprawiedliwego i prowadzącego życie godne najwyższego uznania.

### Wybór na patriarchę
Joazaf został wybrany na patriarchę moskiewskiego i całej Rusi przez sobór z lat 1666–1667, po usunięciu z urzędu Nikona.
Jego kandydaturę wskazał car Aleksy I, zaś 31 stycznia 1667 została ona zatwierdzona przez sobór biskupów. Wybierając Joazafa, który był nadal jedynie archimandrytą, monarcha pragnął doprowadzić do objęcia najwyższego urzędu w Rosyjskim Kościele Prawosławnym przez człowieka, który nie brał udziału w sporach wokół osoby patriarchy Nikona i jego reformy liturgicznej. Uważał również, że przełożony Ławry Troicko-Siergijewskiej nie ma ambicji politycznych, skupi się natomiast na uporządkowaniu sytuacji wewnętrznej w Kościele. Dowiedziawszy się o swojej nominacji, duchowny odmawiał przyjęcia urzędu, powołując się na swój podeszły wiek, brak doświadczenia i niedostateczne wykształcenie. Car przekonał jednak Joazafa, by zgodził się zostać nowym patriarchą. Z powodu choroby patriarchy aleksandryjskiego Paisjusza, uczestnika soboru moskiewskiego, jego intronizacja odbyła się dopiero 10 lutego 1667. Na tę okazję Symeon Połocki napisał Priwietswije k nowoizbrannomu patriarchu.
Car i jego otoczenie byli zdecydowani, by nie dopuścić do podejmowania przez patriarchę samodzielnych inicjatyw, w szczególności ingerowania w sprawy niezwiązane bezpośrednio z Kościołem. Miał on wyłącznie realizować polecenia Aleksego I. Jedynym przedsięwzięciem Joazafa II w sferze pozacerkiewnej (prawdopodobnie również zainspirowanym przez cara) był wystosowany w 1667 list do sułtana tureckiego z prośbą o przywrócenie Paisjusza i Makarego III na zajmowane przez nich przed 1666 urzędy patriarchów Jerozolimy i Antiochii Doprowadzając do odzyskania urzędów przez wymienionych hierarchów Joazaf pragnął doprowadzić do ich wyjazdu z Rosji, nie chcąc, by nadal wtrącali się oni w wewnętrzne sprawy Patriarchatu Moskiewskiego. Zamiar ten pokrywał się z intencjami cara.
Najpewniej z tych samych powodów Joazaf II zwrócił się do patriarchy jerozolimskiego Dosyteusza II, by ten ponownie przyjął w poczet episkopatu swojego Kościoła byłego metropolitę Gazy Paisjusza, również przebywającego w Rosji (od 1662). Prośba patriarchy moskiewskiego i całej Rusi została jednak odrzucona.

### Kwestia staroobrzędowców
Po wyborze i intronizacji Joazafa II sobór kontynuował swoje prace, analizując treść reform liturgicznych patriarchy Nikona i opracowując ostateczne stanowisko Rosyjskiego Kościoła Prawosławnego wobec ich przeciwników. Patriarcha moskiewski i całej Rusi nie miał jednak praktycznie żadnego wpływu na jego decyzje, jedynie honorowo przewodniczył niektórym sesjom. Obrady zdominowali zaproszeni na sobór przez cara patriarchowie aleksandryjski Paisjusz oraz antiocheński Makary III, jak również towarzyszący im hierarchowie greccy. Sobór, który potępił wcześniej Nikona i pozbawił go wszystkich godności kościelnych, w dniu 13 maja 1667 uznał jego reformy za ważne, ogłosił stare obrzędy herezją i obłożył staroobrzędowców klątwą. Rosyjski Kościół Prawosławny nie tylko stwierdził, że wszyscy zwolennicy liturgii sprzed reform podlegają anatemie, ale i polecił przekazywać ich sądom świeckim, zgadzając się tym samym na ich prześladowania przez władze świeckie, czy wręcz zachęcając do nich. Treść postanowień soborowych została opracowana przez hierarchów greckich. Biskupi rosyjscy nie protestowali, przerażeni losem metropolity krutickiego Pawła oraz arcybiskupa riazańskiego Hilariona. Wymienieni duchowni zostali suspendowani przez sobór za sprzeciw wobec sformułowanego przez Greków nakazu całkowitego posłuszeństwa patriarchów wobec cara i przywróceni do służby liturgicznej dopiero po złożeniu publicznego aktu pokuty.
Po zakończeniu soboru władze carskie podjęły zmasowane represje przeciwko staroobrzędowcom, przyczyniając się, paradoksalnie, do wzrostu społecznego poparcia dla tego ruchu. Do zwolenników starych obrzędów dołączali niezadowoleni wobec polityki carskiej w ogólności. Chociaż Joazaf II nie inspirował osobiście wszystkich środków represyjnych przeciwko staroobrzędowcom, jego stosunek do nich był jednoznacznie negatywny. Patriarcha natychmiast po zakończeniu soboru moskiewskiego podjął działania na rzecz wdrażania jego postanowień we wszystkich administraturach Rosyjskiego Kościoła Prawosławnego.
W 1668 patriarcha polecił pozbawiać parafii kapłanów, którzy odmawiali wykorzystywania w pracy duszpasterskiej zreformowanych ksiąg liturgicznych, zaś osoby wypiekające prosfory z krzyżem o ośmiu końcach kierować do monasterów w celu odbycia pokuty.

### Organizacja działalności misyjnej i sprzeciw wobec wpływów zachodnich
Joazaf II wrogo odnosił się do wszelkich wpływów cywilizacji zachodnioeuropejskiej na Rosję. W 1668 wydał Wypiskę ot Bożestwiennych pisanij o błagolepnom pisanii ikon i obliczenije na nieistowo piszuszczych onyja – dokument dotyczący zasad ikonopisania, który ukazał się jako gramota trzech patriarchów (Joazafa II, patriarchy aleksandryjskiego Paisjusza i antiocheńskiego Makarego III). Nakazywał w nim pisać ikony wyłącznie w oparciu o tradycje rosyjskie, sprzeciwiając się wykorzystaniu środków artystycznych zaczerpniętych ze sztuki zachodniej. Zrealizował w tym zakresie zamysły swojego poprzednika. Rok później ten sam tekst został ponownie opublikowany z inicjatywy cara, jako zarządzenie wagi państwowej.
Joazaf II popierał rozwój działalności misyjnej Rosyjskiego Kościoła Prawosławnego na Rosyjskiej Północy (za jego czasów powstały pierwsze cerkwie na Nowej Ziemi), Zabajkalu, Syberii Zachodniej oraz nad Amurem, wzdłuż granicy z Chinami. W 1671 patriarcha polecił otworzyć w strefie przygranicznej monaster Przemienienia Pańskiego.
Joazaf II kontynuował szeroką działalność wydawniczą swoich poprzedników. W czasie sprawowania urzędu wydał szereg ksiąg liturgicznych oraz opracowań teologiczno-polemicznych. W 1667 wydał Skazanije o sobornych diejanijach i Żezł prawlenija – pracę Symeona Połockiego wymierzoną przeciwko staroobrzędowcom (podpisaną imieniem patriarchy), a następnie także Wielki i Mały Katechizm. Zakończono również podjęte przez Nikona korekty ksiąg liturgicznych. W 1670 opublikowana została poprawiona Triod' Cwietnaja, zaś dwa lata później – Triod Postnaja.

### Działania na rzecz poprawy dyscypliny w Kościele
Joazaf II działał na rzecz przywrócenia tradycji wygłaszania kazań w czasie każdej Świętej Liturgii, która praktycznie zamarła w latach poprzedzających jego wybór. Patriarcha zabronił również uznawania nierozłożonych ludzkich szczątków za relikwie świętych bez przeprowadzenia oficjalnej procedury kanonizacyjnej. Zwrócił ponadto uwagę na wygląd zewnętrzny kapłanów, zabraniając duchownym ubierać się w dowolnie dobrane stroje. Inny ukaz Joazafa II zabraniał pracy, handlu i prowadzenia spraw sądowych w dni najważniejszych świąt cerkiewnych. Patriarcha zakazał także kapłanom uczestnictwa w weselach, na których występowali skomorochy lub odbywały się inne wulgarne zabawy. Wdrażanie jego decyzji w tym zakresie nie było jednak skuteczne.
Joazaf II zmarł 17 lutego 1672 w Moskwie i został pochowany w soborze Zaśnięcia Matki Bożej na Kremlu moskiewskim obok grobu patriarchy Hermogena.